# Ernest Lapointe
Pour les articles homonymes, voir Lapointe.
Ernest Lapointe (6 octobre 1876 à Saint-Éloi dans le Bas-Saint-Laurent - 26 novembre 1941 à Montréal à l'âge de 65 ans) est un homme politique canadien.

## Biographie
Lapointe est d'abord élu à la Chambre des communes du Canada dans une élection de 1919 en tant que député libéral.
En 1921, William Lyon Mackenzie King le nomme au cabinet canadien en tant que ministre de la marine et des pêcheries. En 1924, Lapointe devint ministre de la justice et conserva ce poste dans plusieurs cabinets libéraux jusqu'à sa mort en 1941. Lapointe servit en tant que lieutenant politique québécois et était l'un des ministres les plus influents du cabinet. Il présida la délégation canadienne à la conférence impériale de 1926, qui mena à la signature de la déclaration Balfour, qui éleva le statut des dominions à égalité avec le Royaume-Uni et mena éventuellement au statut de Westminster de 1931.
À la fin des années 1930, Lapointe fit annuler certaines lois votées par le Parti Crédit social de l'Alberta de William Aberhart. Il ne fit pas cependant annuler la loi du cadenas de Maurice Duplessis puisqu'il ne voulait pas entrer en conflit avec le gouvernement de l'Union nationale.
Lapointe aida Mackenzie King à rédiger sa politique contre la conscription pour le service outre-mer en 1939 et sa campagne électorale aida à battre le gouvernement Duplessis en 1939.
Il se ligua notamment avec Vincent Massey pour refuser l'entrée au Canada aux réfugiés juifs en provenance d'Europe.
Son fils, l'homme politique Hugues Lapointe, fut notamment lieutenant-gouverneur du Québec.

## Faits divers
- Lapointe joua un rôle important dans l’autonomisation du Canada sur la scène internationale. En mars 1923, il signa le traité du flétan (ou Halibut Treaty) sans attendre la ratification du diplomate britannique Sir Auckland Geddes[1]. Le Canada était déjà libre de négocier ses propres traités depuis 1907, mais c’était la première fois qu’il le ratifiait lui-même[2]. Lapointe fut donc le signataire du premier traité international du Canada, ratifié et négocié indépendamment du Royaume-Uni.
- À l'époque de Lapointe, le Parti libéral ne formait qu'un tout sur la scène fédérale et sur les scènes provinciales, Lapointe, par son influence et son prestige, était tout désigné pour contrôler les affaires du parti au Québec. C'est lui qui tenta (en vain) de remplacer Louis-Alexandre Taschereau par Adélard Godbout avant que le parti ne soit mené à la ruine.

- À une assemblée partisane, lors de l'élection provinciale de 1939 où Lapointe coopéra avec Godbout, un journaliste de la radio d'État lui approcha et demanda :« Quelle est votre opinion sur Maurice Duplessis? » Lapointe répond : « Duplessis? Un cosaque fanfaron et ennuyant. »

- Il fut joué par deux comédiens dans les dramatiques télévisuelles : Guy Provost dans Duplessis (1978) et Jean Brousseau dans Laurier (1987).

## Hommages
- Un ancien navire de la Garde côtière canadienne en service de 1941 à 1978, le NGCC Ernest Lapointe porta son nom. Ce brise-glace a été converti en navire musée en 1980 et se trouve sur le site du musée maritime du Québec à L'Islet au Québec.

- L'avenue Ernest-Lapointe a été nommée en son honneur en 1966 dans la ville de Québec.

## Archives
Il y a un fonds d'archives Ernest Lapointe à Bibliothèque et Archives Canada.